# 冷たい月 (森高千里の曲)
「冷たい月」（つめたいつき）は、1998年10月1日に森高千里が発表した楽曲、及び37枚目のシングル。CDコードはEPDE-1011。

## 解説
NTV主催の美術展『パリ・オランジュリー美術館展』のイメージ・ソング。
カップリングの「危険な舗道」は、『Sava Sava』からのシングルカット。ただしヴァージョンが異なる。

## 収録曲
1. 冷たい月（作詞：森高千里／作曲・編曲：高橋諭一）
2. 危険な舗道（5ヴァージョン）（作詞・作曲：森高千里／編曲：高橋諭一）
3. 冷たい月（オリジナル・カラオケ）